# 诺曼·R·佩斯
诺曼·R·佩斯（英語：Norman R. Pace，1942年—）是一位美国生物化学家，科羅拉多大學细胞与发育生物学、分子生物学教授和Pace实验室PI，2001年获麦克阿瑟奖。